# Kuniharu Nakamoto
Kuniharu Nakamoto (中本 邦治, Nakamoto Kuniharu, Hiroshima, 29 oktober 1959) is een Japans voormalig voetballer die als verdediger speelde.

## Clubcarrière
In 1978 ging Nakamoto naar de Chuo University, waar hij in het schoolteam voetbalde. Nadat hij in 1982 afstudeerde, ging Nakamoto spelen voor Nippon Kokan, de voorloper van NKK. Nakamoto veroverde er in 1987 de JSL Cup. Nakamoto beëindigde zijn spelersloopbaan in 1991.

## Japans voetbalelftal
Kuniharu Nakamoto debuteerde in 1987 in het Japans nationaal elftal en speelde 5 interlands.

## Statistieken
| Japans voetbalelftal | Japans voetbalelftal | Japans voetbalelftal |
| Jaar                 | Wed.                 | Dlp.                 |
| -------------------- | -------------------- | -------------------- |
| 1987                 | 5                    | 0                    |
| Totaal               | 5                    | 0                    |